# Axim

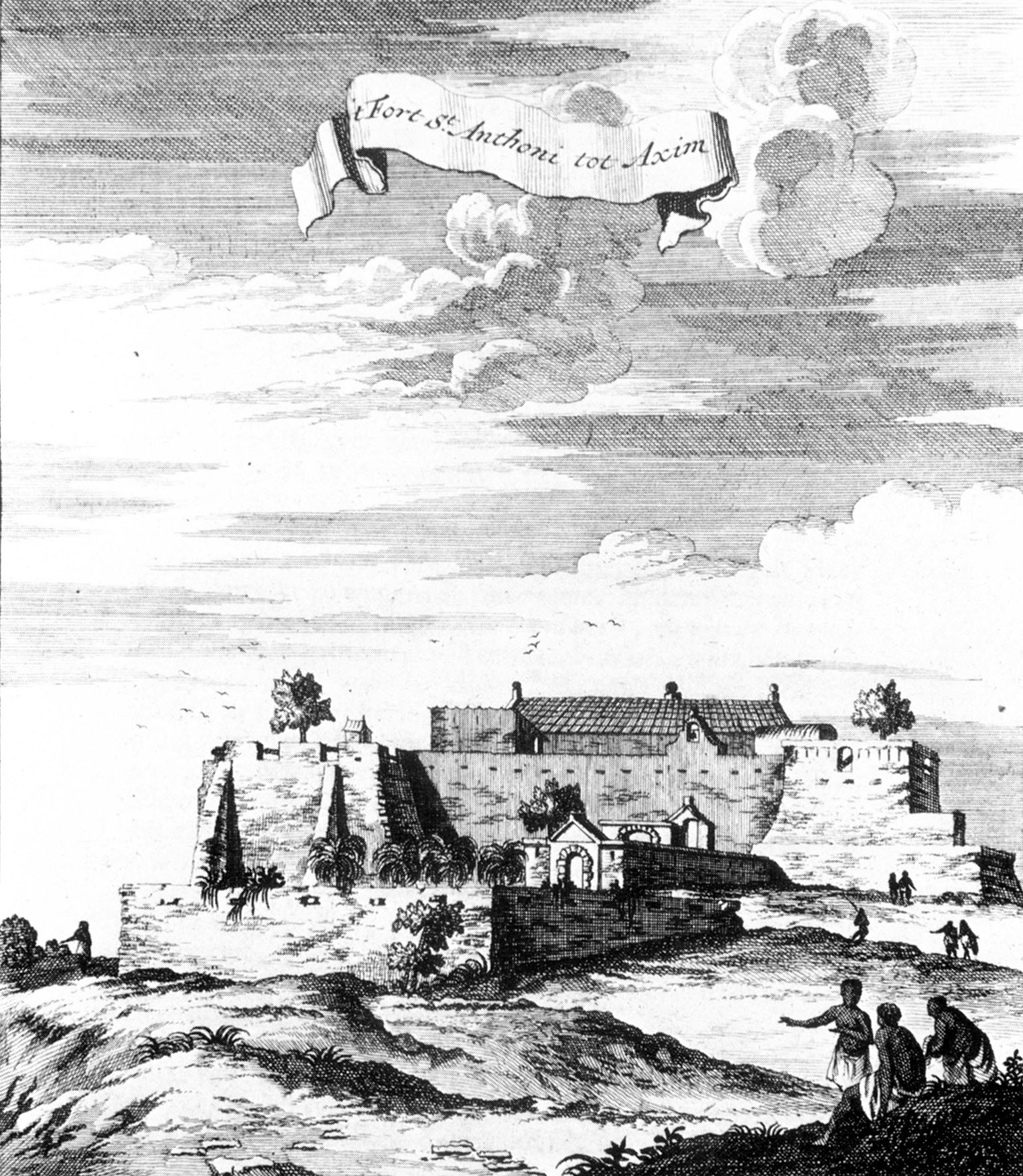
Litografia del fort d'Axim

Axim és una ciutat de la costa de Ghana, capital del districte municipal de Nzema East, un dels 22 de la Regió Occidental. Axim es troba 64 quilòmetres a l'oest de la ciutat portuària de Sekondi-Takoradi a la Regió Occidental a l'oest del Cap de Tres Punts. Axim té una població (2013) de 27.719 habitants.
Aquesta zona va ser ocupada pel poble nzema. Els portuguesos van arribar al darrer quart del segle xv i s'hi van establir a principis del segle xvi com a comerciants i el 1515 van construir el fort de Santo Antonio. Van exportar africans com a esclaus a Europa i Amèrica. Caiguda en mans dels neerlandesos, la van dominar entre 1642 i 1872, i sota el seu domini el fort va ser ampliat i modificat. El 1872 la Costa d'Or Neerlandesa fou venuda a Gran Bretanya. La fortalesa, ara propietat de Ghana, està oberta al públic. Prop de la costa hi ha algunes pintoresques illes, incloent una amb un far.